# Pacifigorgia bayeri
Pacifigorgia bayeri is een zachte koraalsoort uit de familie Gorgoniidae. De koraalsoort komt uit het geslacht Pacifigorgia. Pacifigorgia bayeri werd in 2001 voor het eerst wetenschappelijk beschreven door Breedy. 